# Shannon Dunn-Downing
Shannon Dunn-Downing (n. 26 noiembrie 1972, Arlington Heights⁠(d), Cook County, Illinois, SUA) este o sportivă ce a reprezentat Statele Unite ale Americii, medaliată olimpică. A participat la 2 ediții ale Jocurilor Olimpice (1998, 2002) în care a câștigat o medalie de bronz.